# Jules Rozières
Jules Rozières est un homme politique français né le 11 juin 1843 à Viviez (Aveyron) et décédé le 19 mai 1903 à Bagnac-sur-Célé (Lot).

## Biographie
Maire de Bagnac-sur-Célé de 1877 à 1903, et conseiller général du canton de Figeac-Est de 1878 à 1892, il est député du Lot de 1883 à 1885, siégeant à gauche.

## Sources
- Ressource relative à la vie publique :   - Base Sycomore
- « Jules Rozières », dans Adolphe Robert et Gaston Cougny, Dictionnaire des parlementaires français, Edgar Bourloton, 1889-1891 [détail de l’édition]
- « Jules Rozières », dans le Dictionnaire des parlementaires français (1889-1940), sous la direction de Jean Jolly, PUF, 1960 [détail de l’édition]